# Sportsplex at Matthews
Le Sportsplex at Matthews, auparavant connu sous le nom de Matthews Sportsplex, est un stade omnisports américain, principalement utilisé pour le soccer et le football américain, situé dans la ville de Matthews, en Caroline du Nord.
Le stade, doté de 5 000 places et inauguré en 2017, sert d'enceinte à domicile pour les équipes de soccer des Eagles de Charlotte (et sa version féminine des Lady Eagles de Charlotte) et du Stumptown AC.

## Histoire
Le stade (construit à partir de 2015) fait partie d'un vaste complexe sportif (de 12 terrains) dont la construction débute en 2012 sous le nom de Matthews Sportsplex et dont l'inauguration a lieu le 17 mai 2012.
Il est achevé en 2017, et sert dès son inauguration de stade pour les matchs à domicile aux clubs de soccer des Eagles de Charlotte et de l'Independence de Charlotte.

## Événements
- août 2019 : Charlotte Football Kickoff